# Viseu
Viseu je město ve stejnojmenném distriktu v regionu Centro v Portugalsku. Město má necelých 50 tisíc obyvatel, je součástí větší metropolitní oblasti. Je křižovatkou spojující přístav Aveiro na pobřeží Atlantiku s městem Guarda a dále se Salamancou ve Španělsku. Coimbra, historické sídlo regionu Centro, leží přibližně 80 km jihozápadně od města. Viseu se nachází přibližně 50 km východně od Atlantského oceánu.
Viseu prošlo významným hospodářským růstem, a to zejména v oblasti telekomunikací, průmyslu, obchodu a vzdělávání. Důležité postavení v této oblasti patří vinařství. Se třemi vysokými školami je město regionálním vzdělávacím centrem. V umění je známé díky svému muzeu Grão Vasco.

## Dějiny

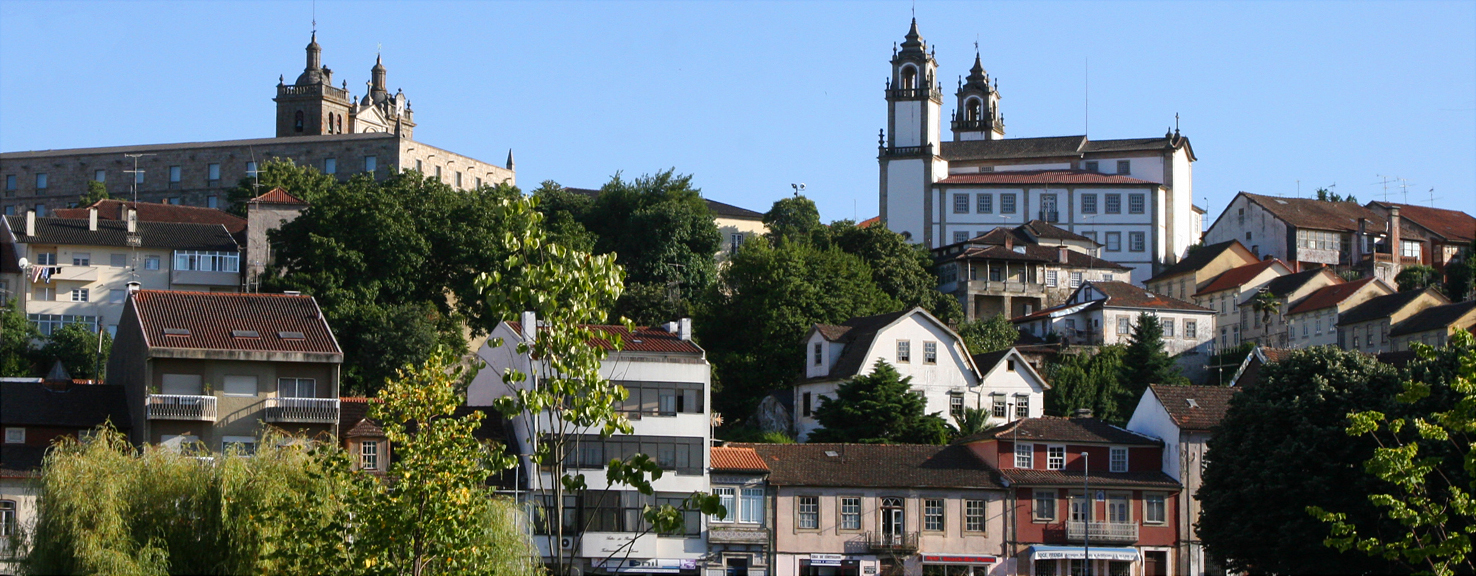
Panoráma města Viseu

Vznik sídla sahá do starověku Portugalska, patřilo mezi hlavních centra Lusitánie, jež ovládal Viriathus, legendární vojevůdce a národní hrdina. Podlehl v nerovném boji Římské říši. Založení a název města jsou spjaty s válečným tažením římských legií v roce 136 př. n. l. pod vedením Decima Iunia Bruta, který je pojmenoval „Viso", což znamená dobrý výhled.
V období raného středověku vedla strategická poloha poloha města k opakovaným dobyvačným výpravám: V roce 714 bylo Viseu dobyto Maury. V roce 791 je obsadil král Alfons II. Asturský. Tehdy byl nalezen hrob s nápisem: Hic requiescit Rudericus Gothorum rex („Zde leží Roderich, král Gótů“). Roderich byl poslední vizigótský, král před muslimskou invazí na Iberský poloostrov. Údajně zemřel v bitvě u Guadalete, ale jeho tělo se nikdy nenašlo.
V roce 930 Viseu získali opět Maurové. Ferdinand I. z Leónu dobyl Visteu v roce 1058, ale již za reconquisty v letech 1147–1148 město ztratilo nezávislost a bylo podřízeno biskupskému sídlu v Coimbře. Rozvoj středověkého města dovršila výstavba hradeb opevnění za krále Alfonsa V. v druhé třetině 15. století.

## Školství
Ve městě sídlí vysoká škola polytechnická a dvě univerzity: státní Universidade Católica Portuguesa a privátní Instituto Piaget.

## Památky
Sakrální stavby: katedrála, šest hlavních kostelů, čtyři kaple
- Předrománská biskupská bazilika, založená roku 830 je archeologickou památkou
- Sé de Viseu - románsko-gotická katedrála, založená ve 12. století, věže románské, cenný raně gotický interiér
- biskupský seminář - nyní Národní muzeum umění
- Kostel Božího milosrdenství - dvouvěžová trojlodní barokní bazilika, vysvěcená roku 1755
- Biskupský palác - sídlo muzea sakrálního umění
- Gotický klášter sv. Jana (São João da Tarouca)
- Gotický klášter sv. Františka
- Náměstí Rossio s radnicí - historické centrum, středověké domy v úzkých dlážděných uličkách.
- Divadlo Viriato
- Pomník Viritha a Lusitánců

## Rodáci
- Král Eduard I. Portugalský (1391–1438)
- Vasco Fernandes (1475–1540), znám jako Grão Vasco (Velký Vasco), významný renesanční malíř; po něm pojmenováno muzeum, které má většinu z jeho obrazů, ale i místní hotel, škola a značka vína.

## Galerie

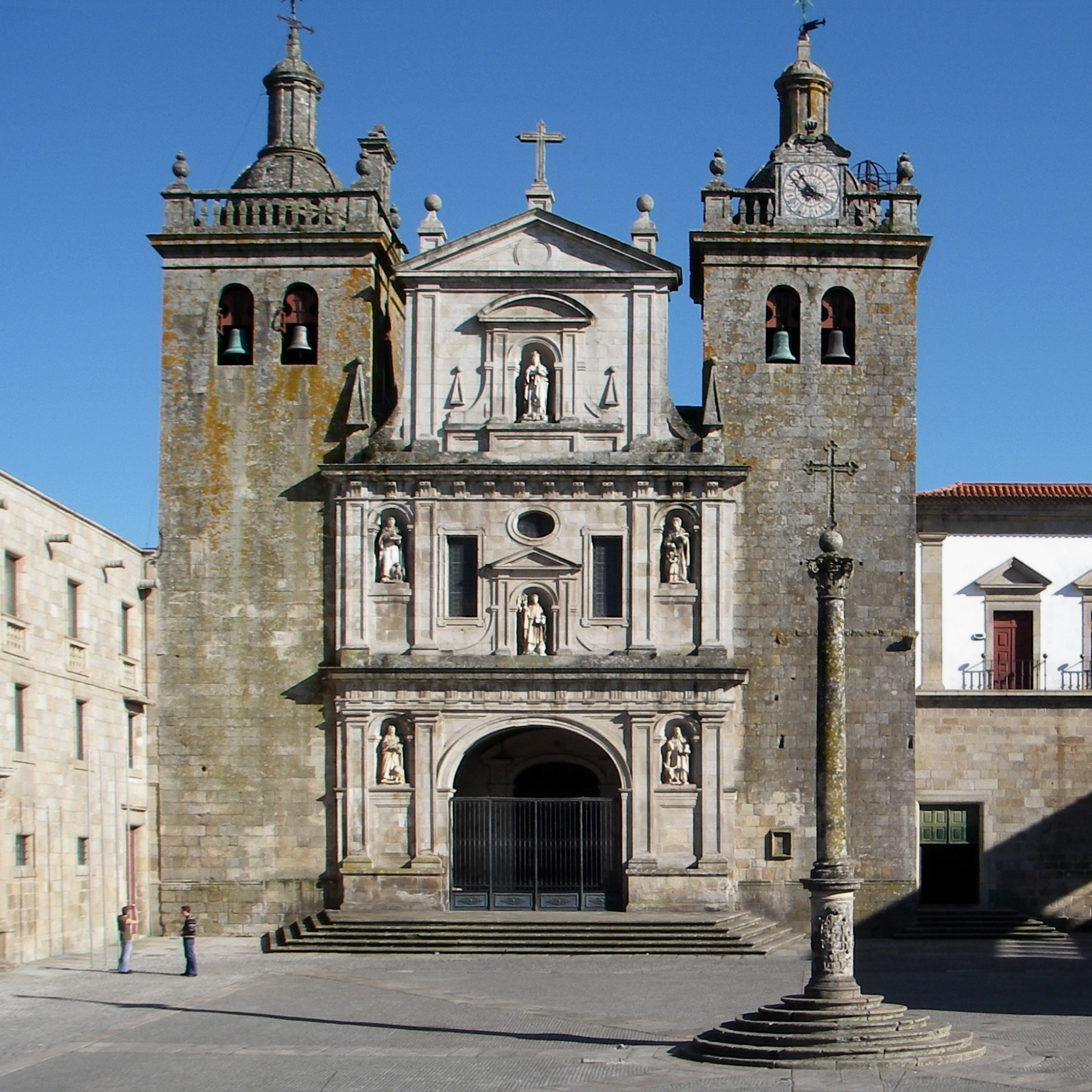
Průčelí katedrály Sé
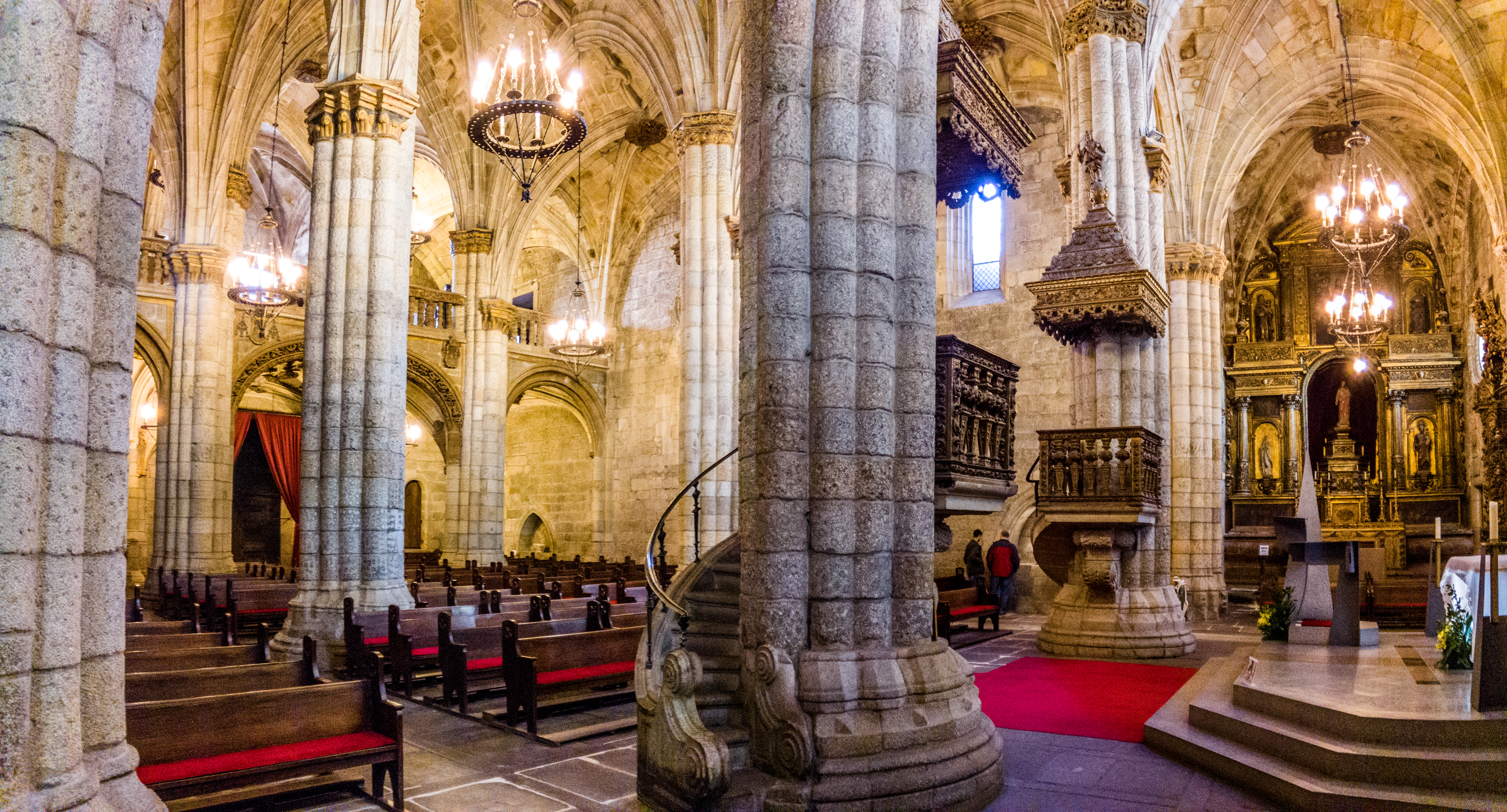
Gotický interiér Sé
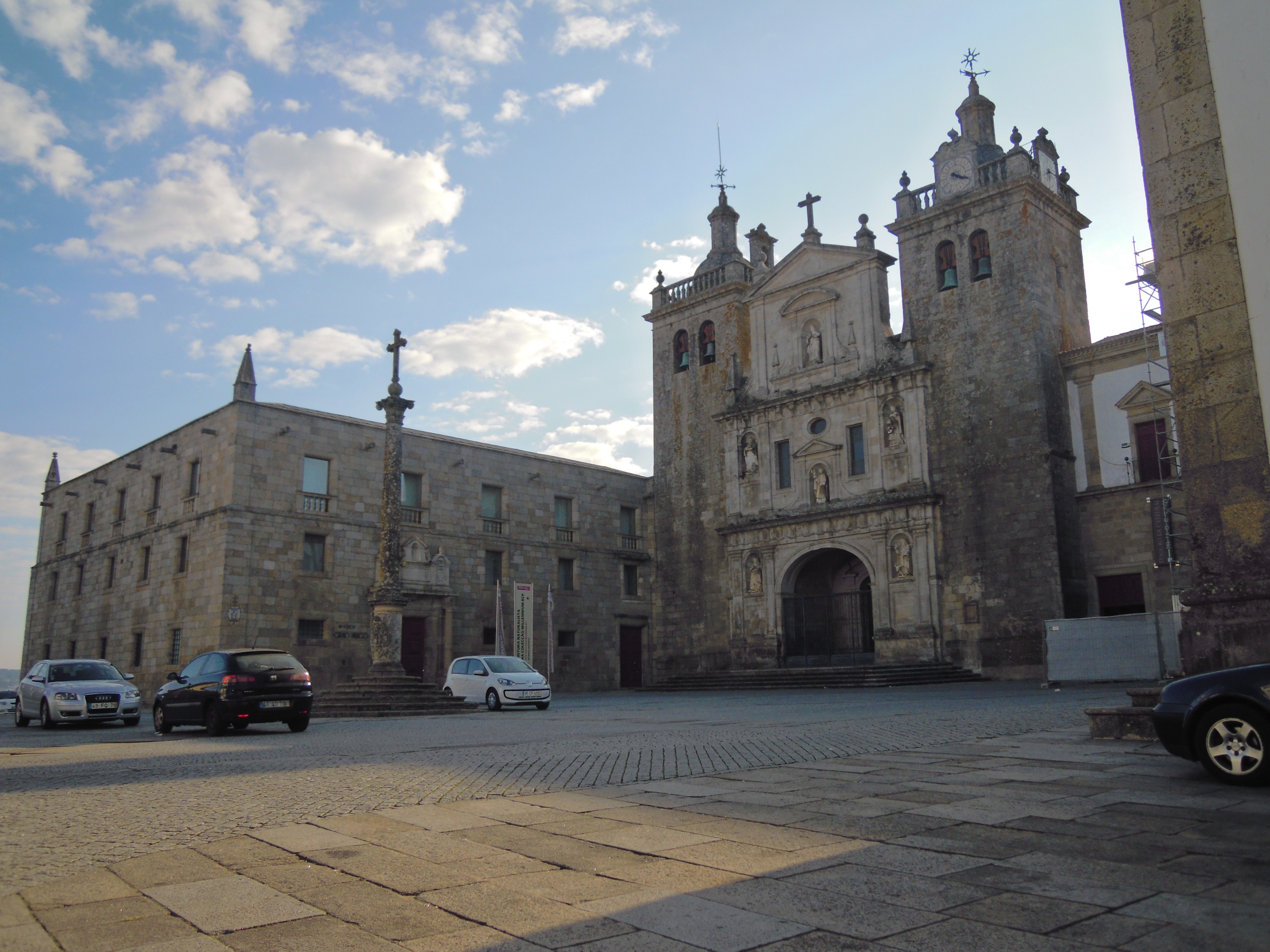
Katedrála a Národní muzeum
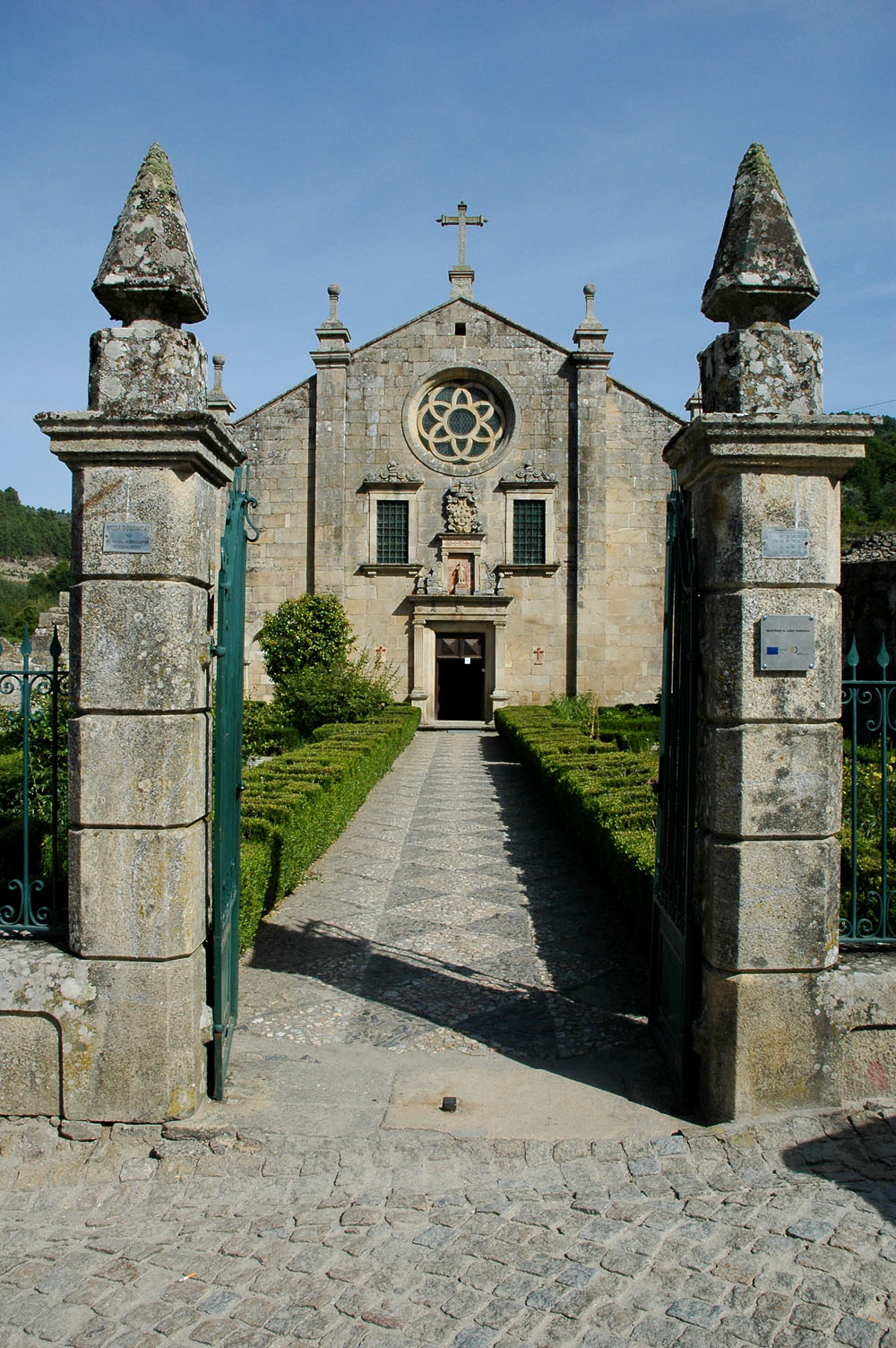
Klášter São João da Tarouca
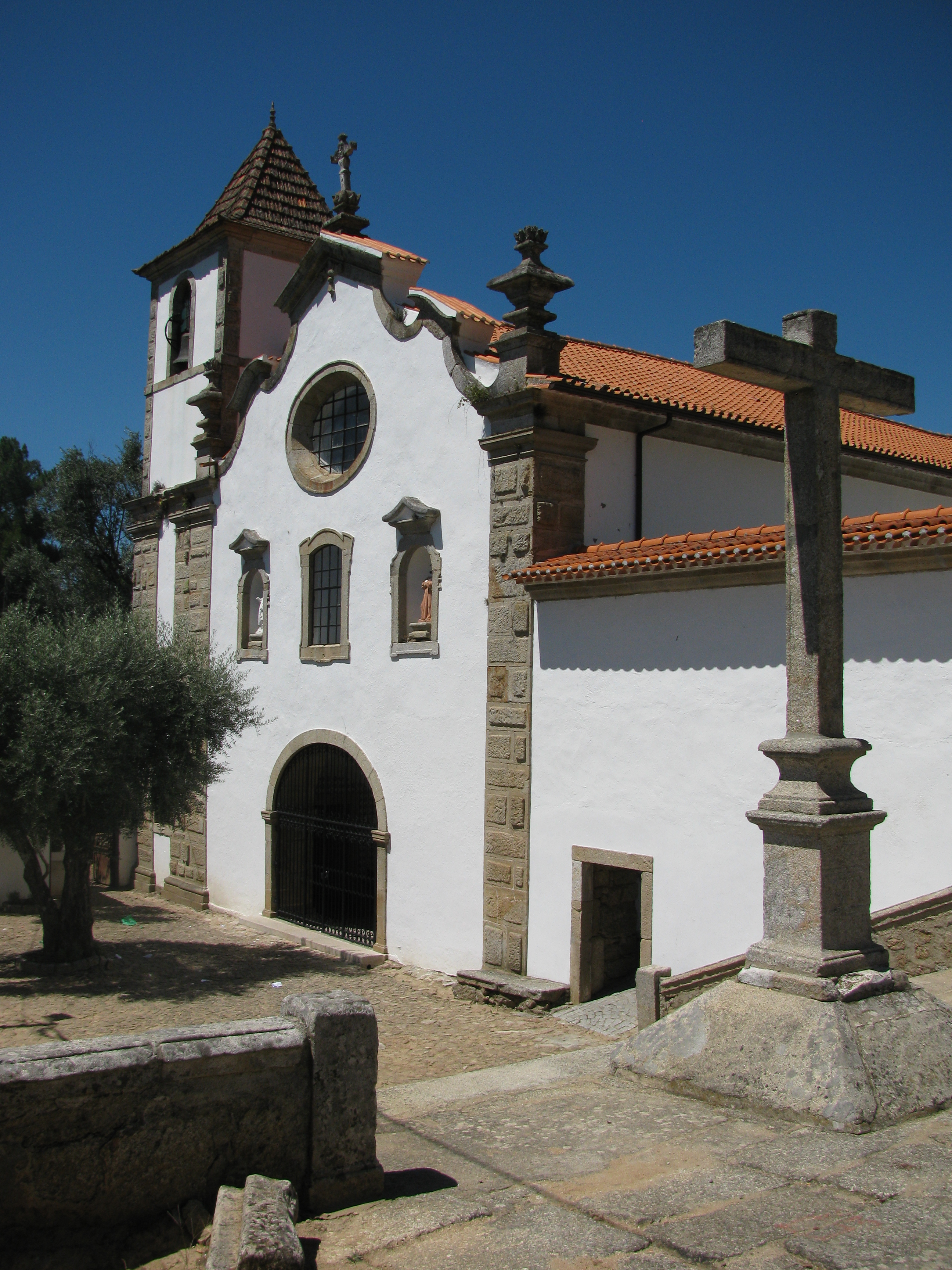
Klášter São Francisco do Monte
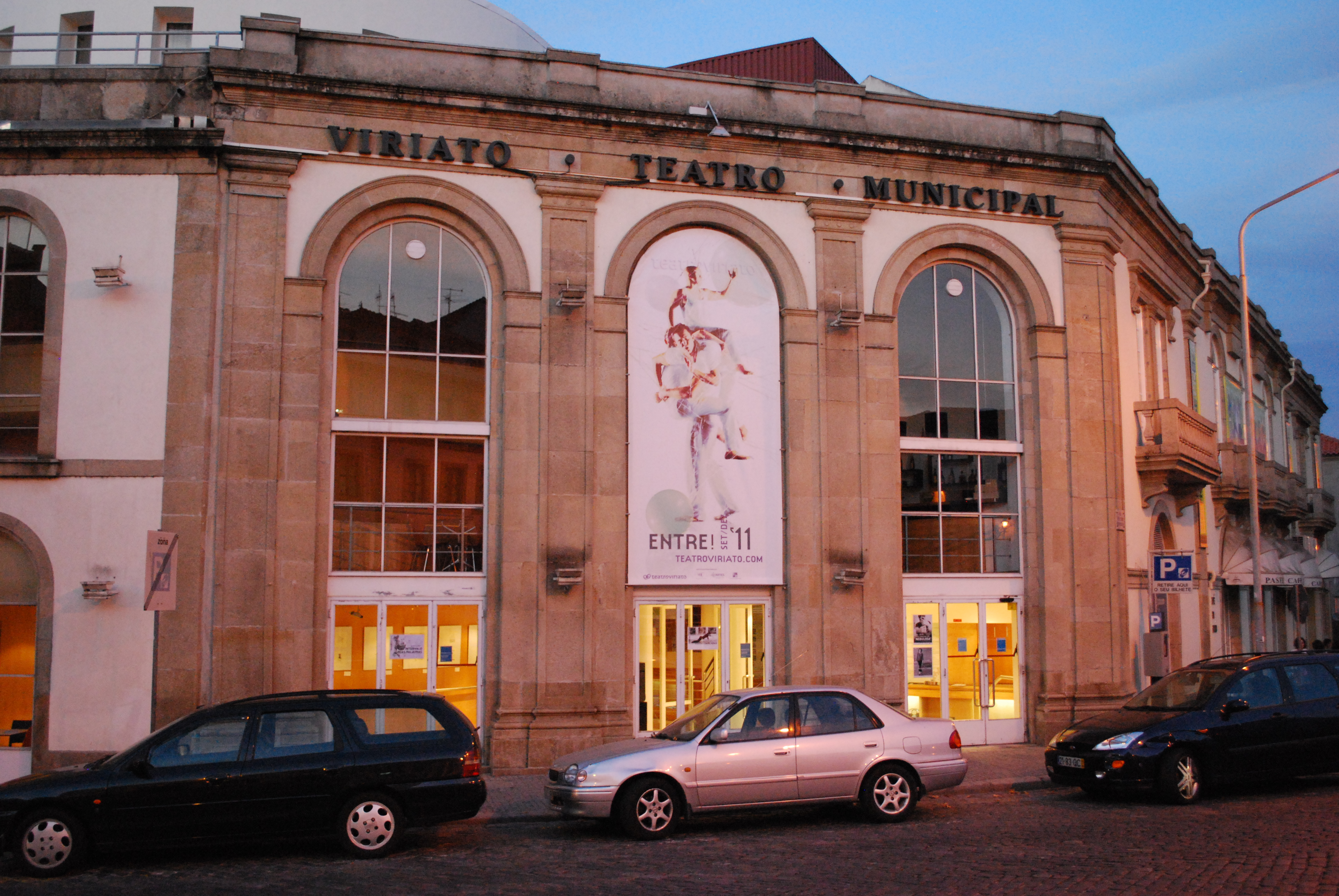
Divadlo Viriato
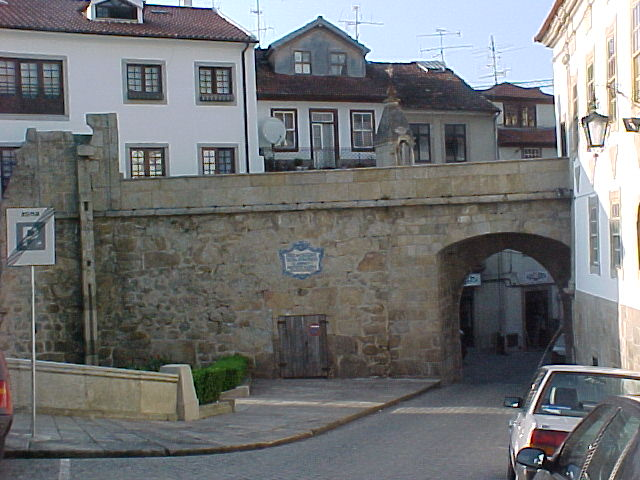
Městské hradby